# Bruno Marioni
Bruno Giménez, més conegut com a Bruno Marioni, (San Nicolás de los Arroyos, 15 de juny de 1975) és un exfutbolista argentí, que ocupava la posició de davanter.

## Trajectòria
Comença jugant al Newell's Old Boys. El 1997 marxa a l'Sporting Clube de Portugal, on hi roman dos anys abans de retornar al seu país. L'any 2000 fitxa de nou per un club europeu, el Vila-real CF. Juga de nou amb Independiente fins al 2004, tret d'una nova estada a la competició espanyola, a les files del CD Tenerife.
El 2004 fitxa pel Pumas mexicà, on és el màxim golejador de la lliga amb 16 gols. També ho seria de la Copa Sudamericana del 2005, amb set dianes. La seua carrera prossegueix entre l'Argentina i Mèxic: Boca Juniors, FC Atlas A.C., Pachuca i Estudiantes, on penja les botes al novembre del 2009.

## Títols
- Primera División de México Clausura 2004
- Màxim golejador de la Primera División de México: Clausura 2004, Apertura 2006
- Màxim golejador de la Copa Sudamericana 2005
- Copa Libertadores 2007
- Màxim golejador de la Interliga 2008